# FK Tsjita
FK Tsjita (Russisch: ФК Чита), met als bijnaam Bulls, is een Russische voetbalclub uit Tsjita.

## Geschiedenis

### Voor 1974
Tsjita speelde onder verschillende namen in het Sovjet-systeem. Lang op regionaal niveau, maar vanaf 1957 was de club vertegenwoordigd in de nationale reeksen. Het beste resultaat kwam er in 1967 toek SKA Tsjita kampioen werd van zone 6 en daarna zevende in de finale van de klasse B.
- DKA voor 1945
- Dynamo 1946–1956
- OSK 1957
- SKVO 1957–1959
- SKA 1960 en 1967–1973
- Zabaykalets 1961–1966

### Lokomotiv
In 1974 werd Lokomotiv Tsjita opgericht. Bronnen zijn het niet eens of Lokomotiv een nieuwe club was of een verderzetting van SKA Tsjita. Lokomotiv speelde in de derde klasse van 1974 tot 1977 en van 1984 tot 1991. Na de ontbinding van de Sovjet-Unie promoveerde de club naar de nieuwe eerste divisie, de tweede klasse. In het eerste seizoen waren er drie regionale reeksen en Lokomotiv werd derde. Later werd de tweede klasse omgevormd tot één reeks en daarin was de beste plaats de achtste in 1995, 1997 en 2000. Lokomotiv speelde tot 2005 in de tweede klasse en was de enige club die vanaf de onafhankelijk van Rusland tot 2005 veertien jaar lang in de tweede klasse speelde.

### FK
Op 14 februari 2006 werden Lokomotiv en Alanija Vladikavkaz een licentie geweigerd door de profliga en hierdoor degradeerden beide clubs. Ze werden vervangen door de vicekampioenen uit de derde klasse, Lada Toljatti en Masjoek-KMV Pjatigorsk. De Russische voetbalbond wees de beslissing van de profliga echter af op 28 februari en gaf Alania en Lokomotiv tijd om aan de nodige criteria te voldoen. Hierdoor besliste de profliga om de competitie uit te breiden van 22 naar 24 clubs om zo Lada en Masjoek tegemoet te komen.
Op 20 maart, enkele dagen voor de start van de competitie werden Alania en Lokomotiv alsnog uit de competitie gezet. Lokomotiv werd geherstructureerd en nam de naam FK Tsjita aan op 4 april en startte in de Russische tweede divisie. In 2008 werd de club kampioen en keerde zo terug naar de eerste divisie. Na één seizoen volgde echter een degradatie.